# Pilotfisch
Der Pilot- oder Lotsenfisch (Naucrates ductor) ist ein Fisch aus der Familie der Stachelmakrelen. Pilotfische sind fast ausschließlich bei der Begleitung von Haien, Mantarochen oder Meeresschildkröten zu beobachten. Sie befreien diese von Hautschmarotzern, fressen Speisereste und Ausscheidungen. Junge Pilotfische schwimmen mit Quallen oder treibendem Seetang.
Pilotfische folgen auch Schiffen und in früheren Zeiten wurde wohl angenommen, sie würden die Schiffe zu ihrem Ziel führen.
Pilotfische werden bis zu 60 oder 70 Zentimeter lang.
Kennzeichnend sind fünf bis sieben dunkle Querbänder um ihren Körper. Unter Stress hellen sich die Bänder auf, der Körper erscheint silbrig-weiß mit drei größeren, blauen Flecken auf dem Rücken.

## Verbreitung

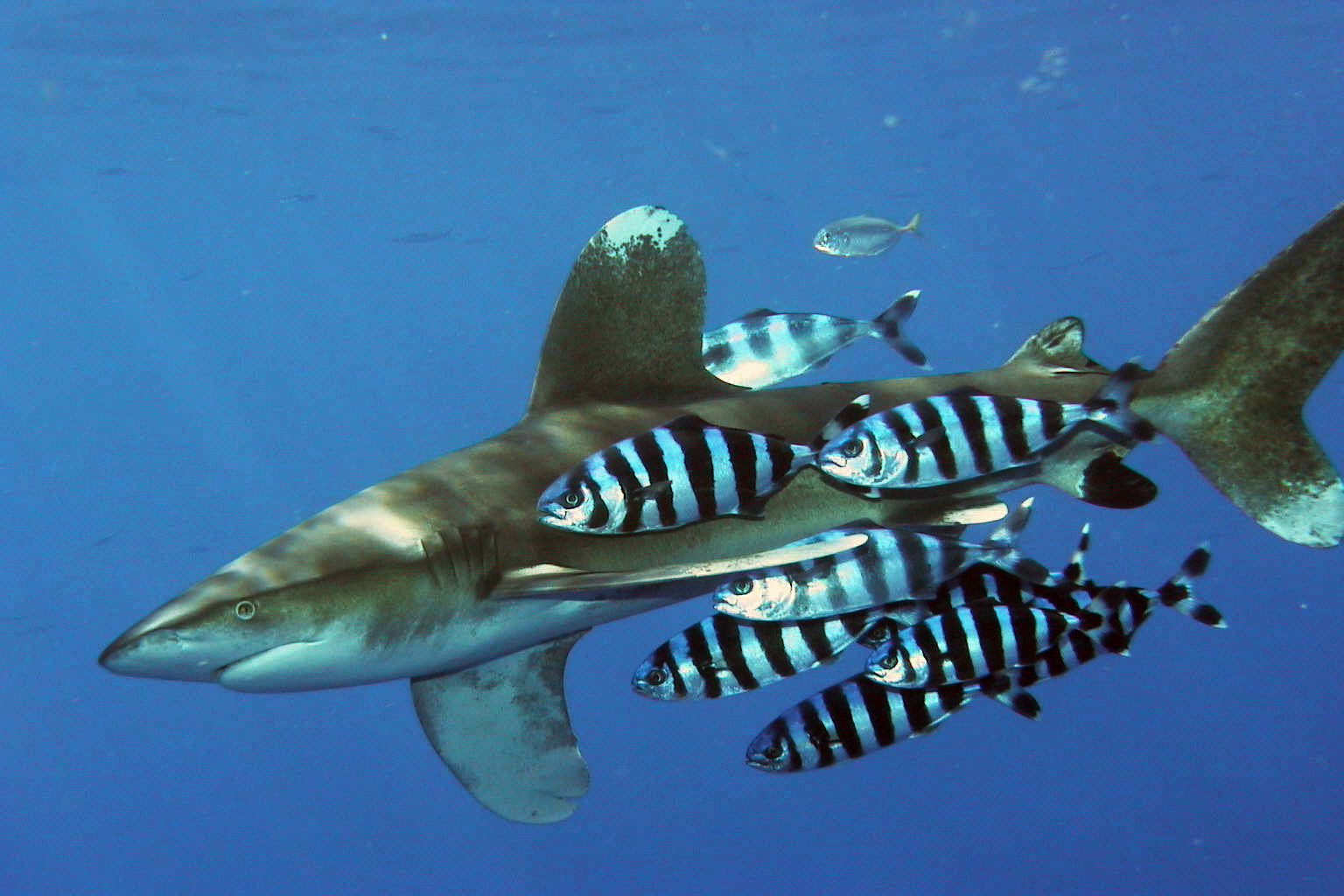
Pilotfische begleiten einen Weißspitzen-Hochseehai

Pilotfische leben weltweit in tropischen, subtropischen und gemäßigten Meeren. Im Westatlantik reicht ihr Verbreitungsgebiet von Nova Scotia bis zur Küste Argentiniens, im Ostatlantik von den Britischen Inseln bis nach Südafrika. Im östlichen Pazifik leben sie von Vancouver bis zur Küste Chiles, außerdem im gesamten Indischen Ozean und im zentralen Indopazifik von Australien bis Japan.